# パーヴェル・パレナゴ
パーヴェル・ペトロヴィチ・パレナゴ（Павел Петрович Паренаго 、英語転記：Pavel Petrovich Parenago、1906年3月20日- 1960年1月5日）はソヴィエトの天文学者。
1929年にモスクワ大学を卒業し、1934年にモスクワ大学助教授、1939年に教授となった。
銀河系や星団の構造と運動、星間物質による吸収の問題、変光星の研究をおこなった。ボリス・クカーキンとともに『変光星総合カタログ』(GCVS:General Catalogue of Variable Stars)の編集を行った。
1951年，レーニン賞を受賞し、小惑星(2484) パレナゴと月のクレータに命名されている。